# Боксер (филм из 2010)
Боксер (енгл. The Fighter) америчка је биографска спортска драма Дејвида О. Расела у којој глуме Марк Волберг, Кристијан Бејл, Ејми Адамс и Мелиса Лео.
Филм приказује живот професионалног боксера Микија Ворда (Волберг) и његовог полубрата Дикија Екланда (Бејл). Мелиса Лео игра њихову мајку Алис Екланд-Ворд, а Ејми Адамс тумачи улогу Микијеве девојке Шарлин Флеминг. Филм је наишао на добар пријем код критичара и публике и био је номинована за седам Оскара, од којих је освојио два - за најбољег глумца у споредној улози (Бејл) и глумицу у споредној улози (Лео).

## Улоге
| Глумац           | Улога              |
| ---------------- | ------------------ |
| Марк Волберг     | Мики Ворд          |
| Кристијан Бејл   | Дик "Дики" Екланд  |
| Ејми Адамс       | Шарлин Флеминг     |
| Мелиса Лео       | Алис Екланд-Ворд   |
| Џек Макги        | Џорџ Ворд          |
| Френк Рензули    | Сал Ланано         |
| Мики О'Киф       | глуми себе         |
| Ерика Макдермот  | Синди "Тар" Екланд |
| Шугар Реј Ленард | глуми себе         |